# Dúo Frechilla-Zuloaga

## Dúo Frechilla- Zuloaga

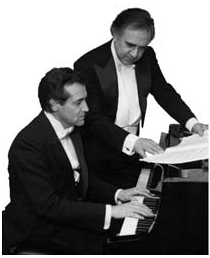

El dúo Frechilla- Zuloaga fue un dueto formado por los pianistas Miguel Frechilla (Valladolid, 1925-2001) y Pedro Zuloaga (Palencia, 1930). Su actividad comenzó en Valladolid y se extendió a nivel nacional e internacional.

## Orígenes y trayectoria[1]
Miguel Frechilla ingresó como profesor de Música de Cámara en el Conservatorio de Música de Valladolid en 1956. En el 57, lo hizo Pedro Zuloaga como profesor de Estética e Historia de la Música. La iniciativa de formar un dúo la tomo Frechilla quien en una carta desde París en 1953 expresó a Zuloaga sus intenciones. El proyecto vio la luz gracias a que, años después, con ambos ya en el Conservatorio, su contacto era regular.
Los primeros pasos los dieron en el Teatro Carrión de Valladolid el 2 de febrero de 1959 junto al violinista Luis Navidad. El 28 de diciembre de ese mismo año tocaron en el teatro Gran Vía de Salamanca. El verdadero arranque tuvo lugar el 13 de marzo del año 1960 en el Palau de la Música de Barcelona con la orquesta sinfónica de aquella ciudad, dirigida por Juan Pich Santasusana. Hay dudas sobre la exactitud de estas fechas dadas por Luciano Reinoso Robledo en unas notas al programa para un concierto del dúo en 1995, aunque los propios integrantes la consideraron la más ajustada. 
Desde ese momento el dúo se embarcaría en una carrera musical cuya extensión se prolongó durante al menos cuarenta años. Realizaron sus interpretaciones en lugares reconocidos a nivel nacional como: el Teatro Real, la Fundación Juan March, el Palau de la Música de Barcelona o el Auditorio Nacional de Madrid.
Cinco años después, tras ese concierto en Barcelona, en 1965 Frechilla y Zuloaga emprendieron su gira internacional comenzando por su primer concierto en el Teatro de Burdeos. A partir de ese momento recorrieron países como Estados Unidos, Rusia, Gran Bretaña, Italia, Bélgica, Suiza o Malta. El Carnegie Hall, la Universidad de Nueva York, El Conservatoire Royal de Musique, la Sala Gótica del Ayuntamiento de Bruselas, el Palacio de las Naciones Unidas, la Biblioteca Española de París, el Casino de Berna o la Academia de las Ciencias y la Sociedad Musical Rusa fueron algunos de los numerosos lugares del mundo en los que se pudo apreciar su técnica pianística.
Tras una larga y exitosa trayectoria, Miguel Frechilla falleció en el año 2001 a los 76 años de edad finalizando así la actividad del dúo Frechilla-Zuloaga extendida durante más de cuatro décadas.

## Estilo y repertorio[1]
Miguel Frechilla y Pedro Zuloaga tenían visiones distintas en su forma de trabajar, tanto por su temperamento, como por su punto de vista técnico. Aun así, lograron una compenetración perfecta consiguiendo excelentes resultados dentro del gran abanico de posibilidades que ofrece la interpretación a dos pianos.
Del amplio catálogo de obras para esta modalidad, el dúo dio priorizó la interpretación de música española. Destacan:
- Conciertos para dos instrumentos de tecla de Antonio Soler
- Calidoscopio de Xavier Montsalvatge
- Improvisación en forma de rondó y 2 F-Z de Pedro Aizpurua
- Blue Talks de Luis de los Cobos
- Tres danzas cántabras de Miguel Ángel Samperio

Sus aportes no fueron únicamente interpretativos, sino que también dotaron de otra dimensión a repertorio ya existente. Frechilla y Zuloaga adaptaron para dos pianos obras que en su origen estaban escritas para uno solo. Priorizaron repertorio de Enrique Granados e Isaac Albéniz, pero también de los compositores Antonio Vivaldi y Franz Liszt. Estos trabajos han sido muy valorados por especialistas de todo el mundo.
En 1974 grabaron su primer disco a cargo del sello Movieplay: Música española para dos pianos. Frechilla-Zuloaga. Este contenía repertorio conformado por obras de los compositores Antonio Soler, Juan Altisent, Pedro Aizpurua y Javier Alfonso. Fue el primer disco de música española para dos pianos. El segundo álbum, Frechilla- Zuloaga a dos pianos, llegó un año después, en 1975 editado por el mismo sello. Contó con piezas de los autores Alexander Scriabin, Serguei Rachmaninov, Antonin Dvorak, Jean Fraçaix, Arthur Benjamin, Carlos Guastavino y Darius Milhaud.
La edición del tercer disco, Música para dos pianos, la llevó a cabo R.C.A en 1978 y contenía obras de Gabriel Fauré, Francis Poulenc, Igor Stravinsky y Dimitri Shostakovich. El cuarto, titulado Dúo Frechilla-Zuloaga y publicado en 1982 fue de los que más repercusión causó, ya que obtuvo el Premio Nacional a la obra fonográfica más destacada. Wolfang Amadeus Mozart, Robert Schumann, Aram Khachaturian, Lenox Berkeley y Witold Lutoslawski fueron los compositores interpretados en los cortes de esta cuarta entrega.
Sus dos últimos discos fueron editados por Several Records. El primero de estos, volvió a aglutinar únicamente música española: Isaac Albéniz, Enrique Granados, Joaquín Rodrigo, Xavier Montsalvatge, Pedro Aizpurua y Carlos Suriñach fueron los autores escogidos por el dúo. El último de sus trabajos fue dedicado íntegramente al compositor Antonio Soler fue presentado con el nombre de Seis conciertos para dos instrumentos de tecla.

## Premio internacional de piano Frechilla-Zuloaga[6]
En el año 1996 nace, organizado por la Diputación Provincial de Valladolid, en honor a sus aportaciones, el Premio internacional de piano Frechilla- Zuloaga, cuyo jurado estuvo constituido por los miembros del dúo hasta el fallecimiento de Frechilla en 2001 y la retirada voluntaria de Pedro Zuloaga en 2017, quien relegó este cargo a Diego Fernández Magdaleno para la edición de ese mismo año.
Lista de ediciones y ganadores del Premio:
- 1996: Francisco Javier González Novales
- 1997: José Enrique Bagaría Villazán y Daniel del Pino Gil
- 1998: Ángel Damián Sanzo Herrera
- 1999: Santiago Casero Alcañiz
- 2001: Iván Martín Cabrera
- 2003: Lluís Rodríguez Salva
- 2005: Zlata Chochieva
- 2007: Judith Jáuregui
- 2009: Eduard Kunz
- 2011: Marina Goshkieva
- 2013: Carlos Goicoechea Cancho
- 2015: Juan Miguel Moreno Camacho
- 2017: Ryan Reilly
- 2019: Yeontaek Oh
- 2021: Yuanfan Yang
- 2023: Emin Kiourktchian Tedtoeva

### Premios y reconocimientos[1][8][9]
- Premio Nacional del Ministerio de Cultura (1982)
- Insignia de oro de la Universidad Complutense de Madrid (1995)
- Premio internacional de piano Frechilla- Zuloaga (Organizados en su honor) (1996)
- Premio Castilla y León de las Artes (1999)
- Miembros de honor Universidad Paul Valéry de Montpellier